# Piberegg
Piberegg là một đô thị thuộc huyện Voitsberg thuộc bang Steiermark, nước Áo. Đô thị Piberegg có diện tích 14,38 km², dân số thời điểm cuối năm 2005 là 389 người.